# 브라더수
브라더수(본명: 김형수, 1990년 12월 22일 ~ )은 대한민국의 가수이다.

## 학력
- 서울삼광초등학교
- 용산중학교
- 용산고등학교
- 경희대학교 경영대학원 문화예술경영학과

## 음반

### 싱글
- 《lt Was You》(2010년)
- 《You Got Me》(2010년)
- 《아쉬워서 그렇지》(2015년)

### 정규/EP
- 《PAPER》(2013년)
- 《사이》(2015년)